# Inquinamento causato dalla gomma
L'inquinamento da gomma è una forma di inquinamento causato dalla dispersione della gomma nell'ambiente. In modo simile all'inquinamento da plastica, si verifica in vari ambienti e ha origine da una varietà di fonti, che vanno dalla catena di trasformazione dell'industria alimentare all'usura degli pneumatici. Polvere e frammenti di gomma sintetica e naturale si trovano negli alimenti, nell'aria sotto forma di particolato (inquinamento atmosferico), nel suolo (inquinamento del suolo), nei corsi d'acqua, nei laghi e nel mare (inquinamento delle acque).
Le particelle di polvere di gomma molto fini sono da taluni classificati come microplastiche.
Recenti studi hanno dimostrato che il 6PPD-chinone, un antiozonante utilizzato negli pneumatici, causa la morte dei salmoni quando il particolato proveniente dall'usura degli stessi si accumula nei corsi d'acqua.

## Cause
L'usura degli pneumatici è una delle principali cause di inquinamento da gomma. A differenza delle emissioni in atmosfera, l'inquinamento da usura dei pneumatici dei veicoli non è regolamentato. Tuttavia sono in fase di sviluppo alcune tecnologie mirate a ridurre la quantità di particolato proveniente dal pneumatico. Sebbene non sia immediatamente visibile ad occhio nudo, la polvere dei pneumatici costituisce una parte significativa dei detriti stradali.
Altre fonti di inquinamento da gomma sono possono essere l'erba sintetica e gli O-ring e le guarnizioni in gomma.